# Englische Cricket-Nationalmannschaft in Australien in der Saison 1979/80
Die Tour der englischen Cricket-Nationalmannschaft nach Australien in der Saison 1979/80 fand vom 21. November 1979 bis zum 6. Februar 1980 statt. Die internationale Cricket-Tour war Bestandteil der Internationalen Cricket-Saison 1979/80 und umfasste drei Tests. Australien gewann die Serie 3–0.

## Vorgeschichte
Australien spielte zuvor eine Tour in Indien, für England war es die erste Tour der Saison.
Das letzte Aufeinandertreffen der beiden Mannschaften bei einer Tour fand in der Saison 1978/79 in Australien statt.

## Stadien
Die folgenden Stadien wurden für die Tour als Austragungsort vorgesehen.
| Stadion                  | Stadt     | Kapazität | Spiele  |
| ------------------------ | --------- | --------- | ------- |
| Melbourne Cricket Ground | Melbourne | 100.024   | 3. Test |
| WACA Ground              | Perth     | 20.000    | 1. Test |
| Sydney Cricket Ground    | Sydney    | 48.000    | 2. Test |

## Kaderlisten
| Test | Test |
| Australien | England |
| --- | --- |
| - Greg Chappell (K) - Allan Border - Ray Bright - Ian Chappell - Geoff Dymock - Jim Higgs - Kim Hughes - Bruce Laird - Dennis Lillee - Ashley Mallett - Rod Marsh (wk) - Rick McCosker - Len Pascoe - Jeff Thomson - Peter Toohey - Julien Wiener | - Mike Brearley (K) - Ian Botham - Geoff Boycott - Graham Dilley - Graham Gooch - David Gower - Wayne Larkins - John Lever - Geoff Miller - Derek Randall - Bob Taylor (wk) - Derek Underwood - Peter Willey - Bob Willis |

## Tour Matches
| 12. – 14. November Scorecard | Brisbane | England XI 176 (60.5) & 226-5d (90) | – | Queensland 219-9d (82) & 97-1 (27.1) |
|                              |          | Remis                               |   |                                      |

| 28. – 31. Dezember Scorecard | Brisbane | England XI 324 (103.4) & 274-8d (70) | – | Queensland 237 (76) & 223 (86.2) |
|                              |          | England XI gewinnt mit 138 Runs      |   |                                  |

## Tests

### Erster Test in Perth
| 14. – 19. Dezember Scorecard | Perth | Australien 244 (100) & 337 (141.5) | – | England 228 (91.1) & 215 (90.2) |
|                              |       | Australien gewinnt mit 138 Runs    |   |                                 |

England gewann den Münzwurf und entschied sich als Feldmannschaft zu beginnen.

### Zweiter Test in Sydney
| 4. – 8. Januar Scorecard | Sydney | England 123 (44.3) & 237 (96.3)  | – | Australien 145 (58.2) & 219-4 (85.3) |
|                          |        | Australien gewinnt mit 6 Wickets |   |                                      |

Australien gewann den Münzwurf und entschied sich als Feldmannschaft zu beginnen.

### Dritter Test in Melbourne
| 1. – 6. Februar Scorecard | Melbourne | England 306 (128.1) & 273 (91.5) | – | Australien 477 (179.5) & 103-2 (38.4) |
|                           |           | Australien gewinnt mit 8 Wickets |   |                                       |

England gewann den Münzwurf und entschied sich als Schlagmannschaft zu beginnen.